# Dadeville (Misuri)
Dadeville es una villa ubicada en el condado de Dade en el estado estadounidense de Misuri. En el Censo de 2010 tenía una población de 234 habitantes y una densidad poblacional de 90,8 personas por km².

## Geografía
Dadeville se encuentra ubicada en las coordenadas 37°28′46″N 93°40′26″O / 37.47944, -93.67389. Según la Oficina del Censo de los Estados Unidos, Dadeville tiene una superficie total de 2.58 km², de la cual 2.57 km² corresponden a tierra firme y (0.3%) 0.01 km² es agua.

## Demografía
Según el censo de 2010, había 234 personas residiendo en Dadeville. La densidad de población era de 90,8 hab./km². De los 234 habitantes, Dadeville estaba compuesto por el 96.15% blancos, el 0% eran afroamericanos, el 0.85% eran amerindios, el 0.43% eran asiáticos, el 0% eran isleños del Pacífico, el 0% eran de otras razas y el 2.56% pertenecían a dos o más razas. Del total de la población el 2.14% eran hispanos o latinos de cualquier raza.